# Овощной сок

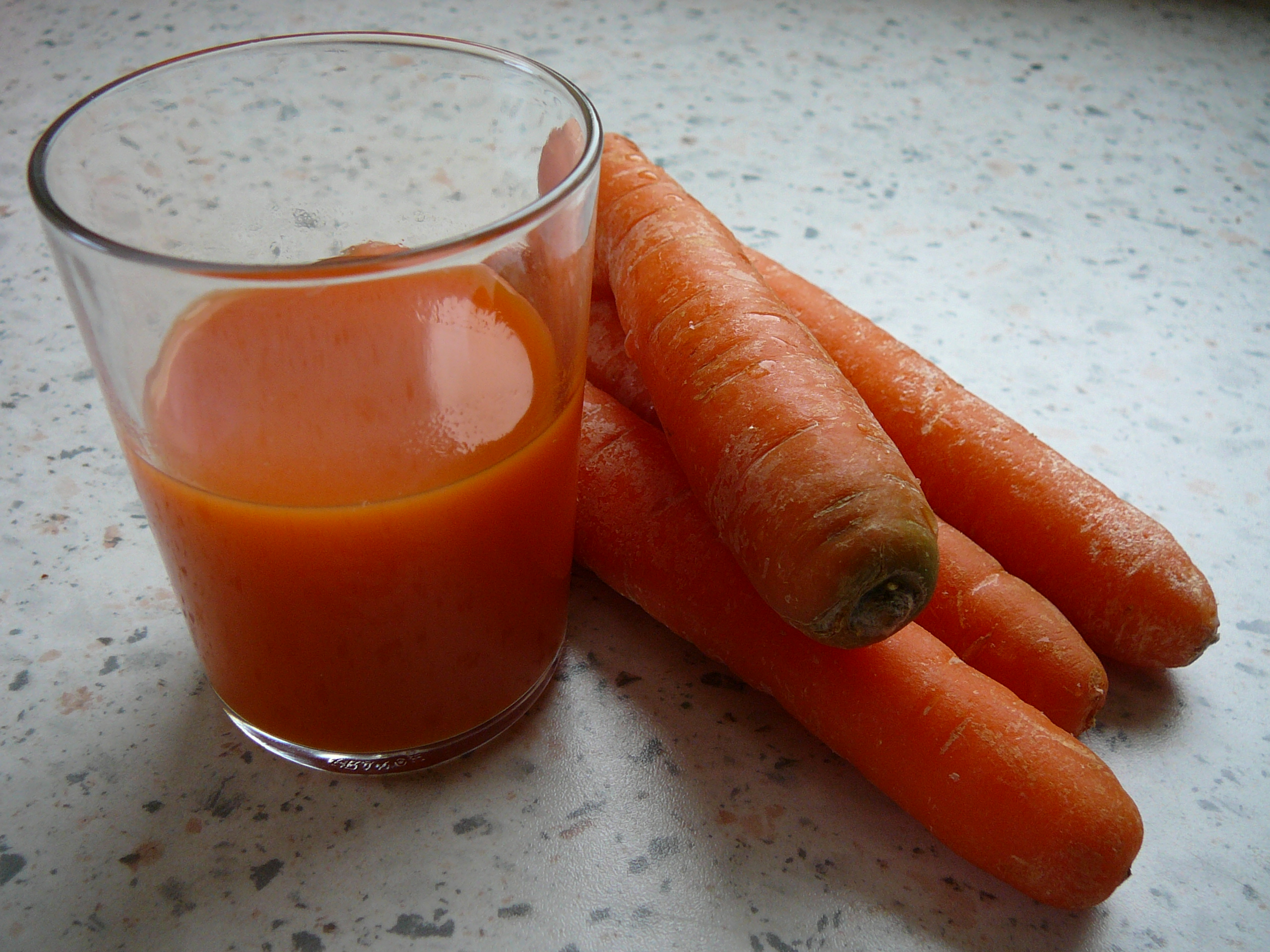
Морковный сок

Овощные соки — соки, выжатые из овощей, а также представленные в виде порошков. Овощные соки обладают высокой пищевой ценностью вследствие высокого содержания минеральных веществ и витаминов. Овощные соки выпускают неосветлёнными и с мякотью, из одного вида овощей и купажированные — смешанные из нескольких сортов овощей и плодов. Некоторые коммерческие бренды при приготовлении овощных соков используют фруктовые соки как подсластители. В СССР однокомпонентные соки выпускали из томатов (натуральный и концентрированный), моркови, свёклы, тыквы и квашеной капусты. Сок из овощей можно приготовить дома с помощью соковыжималки. Сырые овощные соки широко используются в диетах.

## Соколечение
Британец Норман Уокер построил целую систему лечения, основанную на овощных соках. Согласно его теории, человеку полезнее пить овощные соки, чем есть сырые овощи. По его мнению, для переваривания твёрдой пищи нужно много времени, в то время как соки моментально всасываются в организм. При этом он не отрицает полезности овощной клетчатки и призывает употреблять и сырые овощи.
Соки овощей являются строителями и восстановителями организма. Они содержат все аминокислоты, минеральные соли, ферменты и витамины, необходимые человеческому организму, при условии, что они употребляются только в свежем сыром виде без применения предохраняющих их от порчи веществ, и если они хорошо извлечены из овощей. Наиболее ценные вещества находятся глубоко в клетчатке и труднее извлекаются, поэтому овощи необходимо хорошо пережёвывать.
Некоторые исследования утверждают, что овощные[какие?] соки уменьшают риски возникновения сердечно-сосудистых заболеваний и рака. Другие исследования утверждают, что овощные[какие?] соки снижают риск возникновения болезни Альцгеймера на 76 %.

### Критика соколечения
Некоторые исследователи, однако, ставят под сомнение высокую эффективность овощных соков, не отрицая при этом их полезности в целом. Отмечается, что:
- овощные соки нельзя употреблять диабетикам;
- они могут привести к разрушению эмали зубов;
- они могут вызвать слабительный эффект;
- чрезмерно кислые соки могут вызвать изжогу.

Всё перечисленное относится также и к фруктовым сокам. Однако при соблюдении осторожности и разумном употреблении овощного сока всех вышеперечисленных проблем можно избежать.

## Некоторые виды овощных соков
- Морковный сок
- Томатный сок
- Огуречный сок
- Свекольный сок
- Сок из квашеной капусты